# Sedjem
Sedjem est le dieu égyptien représentant l'ouie. Il est couramment représenté avec une oreille de bœuf sur la tête. Sedjem et Ir assument le rôle de scribe de Thot.